# Dakubetede
Dakubetede (Ts'û-qûs-li'-qwŭt-me' ʇunnĕ, Applegate, Applegate River Indijanci). Maleno pleme iz grupe Athapaska (uža grupa Coquille) u 19. stoljeću nastanjeno duž Applegate Creek, na jugozapadu Oregona. Oni su po jeziku najsrodniji plemenu Taltushtuntude, poznatijima kao Galice. 
Dakubetede nazivaju i imenom Applegate River Indians. Indijanci Naltunnetunne, njima inače srodni, nazivali su ih Ts'û-qûs-li'-gwûût-me' tunne. Jezik ovih Indijanaca pripada skupini Coquille u koju pripadaju i Upper Coquille, Upper Umpqua, Cow Creek (Nahankhuotana), Kwatami (ili Sixes River), Tolowa, Chasta Costa, Chetco, Gusladada i Tututni. Dakubetede pripadaju grupi Sjeverozapadnih Indijanaca čija kultura uključuje: gradnju drvenih kuća s krovovima na dvije vode, ribolov, orijentiranost moru (kod primorskih zajednica). -Dakubetede su imali 3 sela uz rijeku Applegate, uzgajali su duhan, sakupljali žir i drugo bilje, bavili se lovom i ribolovom (losos), također su izrađivali košare čija je namjena bila različita.
Tijekom Rogue River-ratova, u svibnju 1856. pripadnici raznih indijanskih bandi, pod vodstvom Poglavice Johna (Chief John; pripadnika plemena Dakubetede), nakon više sati borbe teško su razbili armiju bojnika Andrew Jackson Smitha. Bitka je poznata kao 'The Battle of Big Bend', vodila se na rijeci Rogue u okrugu Curry u Oregonu. Okruženim vojnicima tek nakon 30 sati borbe pritekao je u pomoć Bojnik Christopher C. Augur, nakon čega su se Indijanci povukli u okolne planine. 
Brojno stanje plemena Dakubetede,  Nahankhuotana (dio Umpqua),  Taltushtuntude i Umpqua iznosilo je svega 3,200 (1780.).
Pleme je završilo svoj put na rezervatu Siletz (1856.), gdje se oformila nova nacija poznata pod službenim imenom 'Confederated Tribes of Siletz Indians'. Među ovima još možda ima njihovih potomaka.

## Vanjske poveznice
- The Dakubetede
- Swanton, Dakubetede